# Karnak
Karnak je egyptský chrámový komplex, hlavní kultovní středisko boha Amona, na severním okraji města Luxoru (starověký Veset či řecky Théby) na středním toku Nilu; Karnak je jméno současné arabské vesnice.
Je to největší chrámový komplex v Egyptě, založený Senusretem I. kolem 1950 př. n. l. a postupně stavěný a rozšiřovaný po dobu asi 1500 let. Na jeho výstavbě se podílela většina významných faraonů. Chrámový komplex Karnak tvořily tři navzájem kultovně i stavebně propojené chrámy (Amona, Muty, Chonsua).

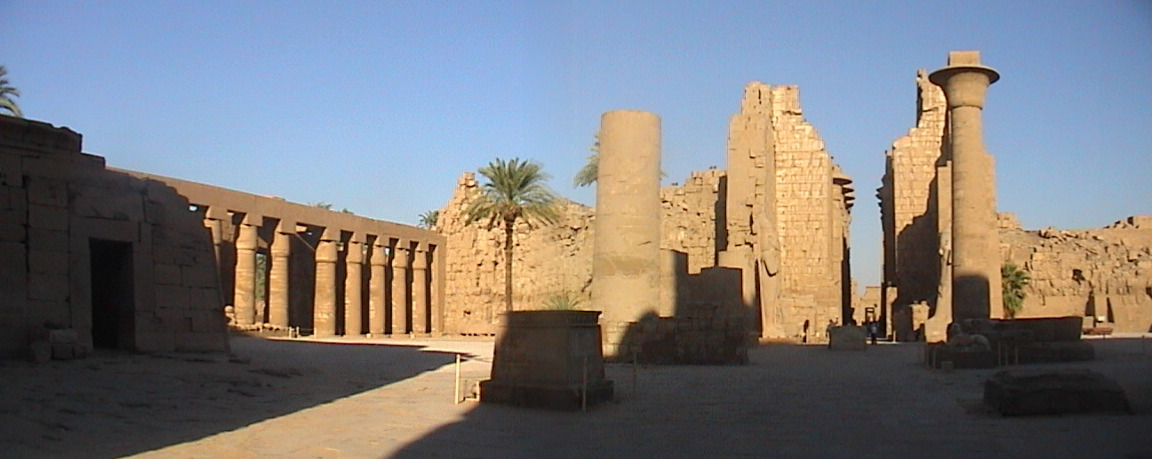
Hlavní nádvoří Amonova chrámu

## Amonův chrám
Do hlavního chrámu se vstupuje mohutnou plochou branou, následuje obdélné nádvoří a sloupová síň. Za ní se vstupuje do vlastního chrámu (naos), temné obdélné místnosti, obklopené chodbami a malými místnostmi. Sloupová síň má plochu asi 5 000 m² se 134 masivními sloupy v šestnácti řadách. 122 sloupů je deset metrů vysokých, dvanáct sloupů měří na výšku 21 metrů a jejich průměr je přes tři metry.

## Galerie

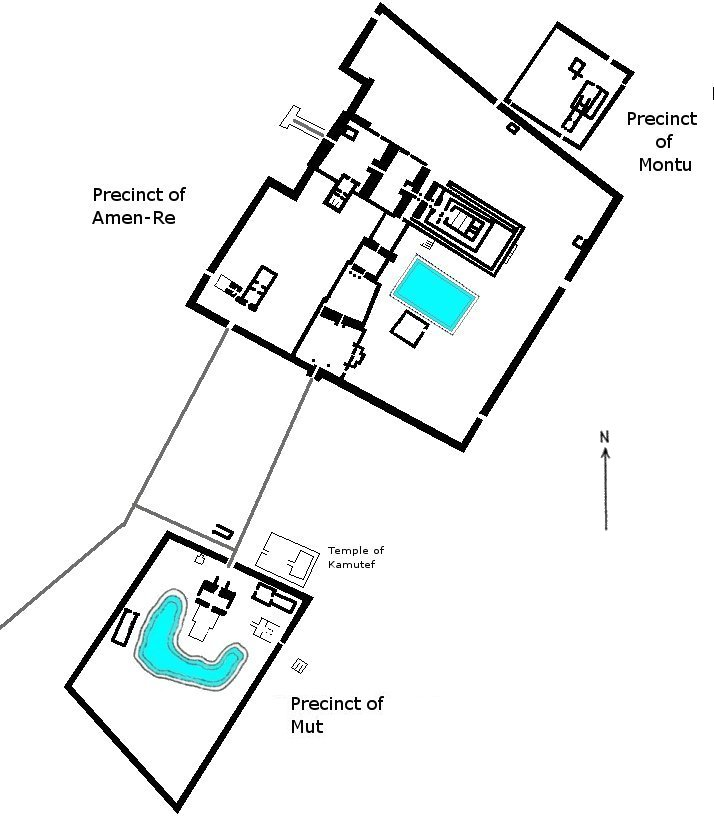
Plán chrámů v Karnaku
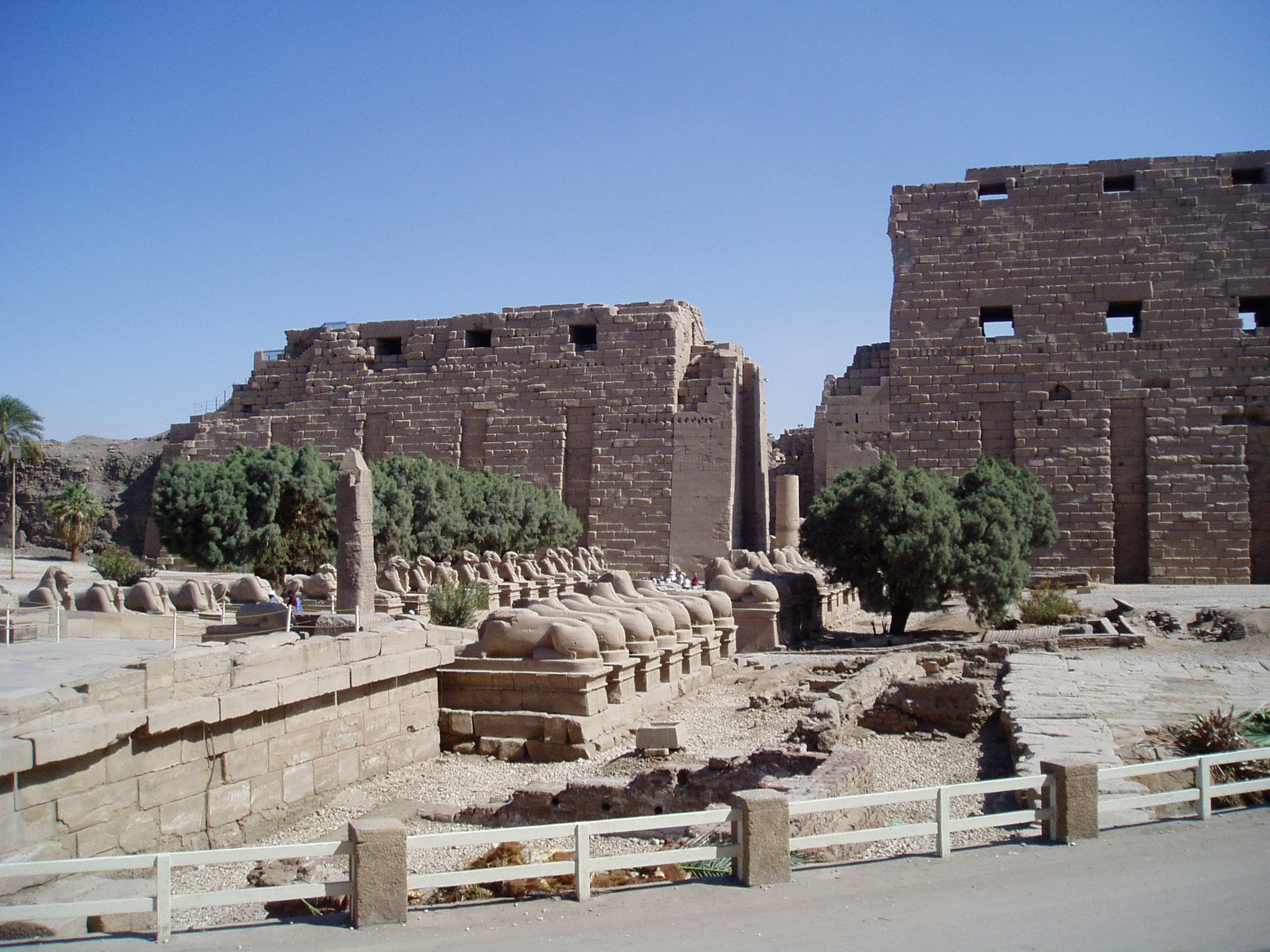
Vstup do Amonova chrámu v Karnaku
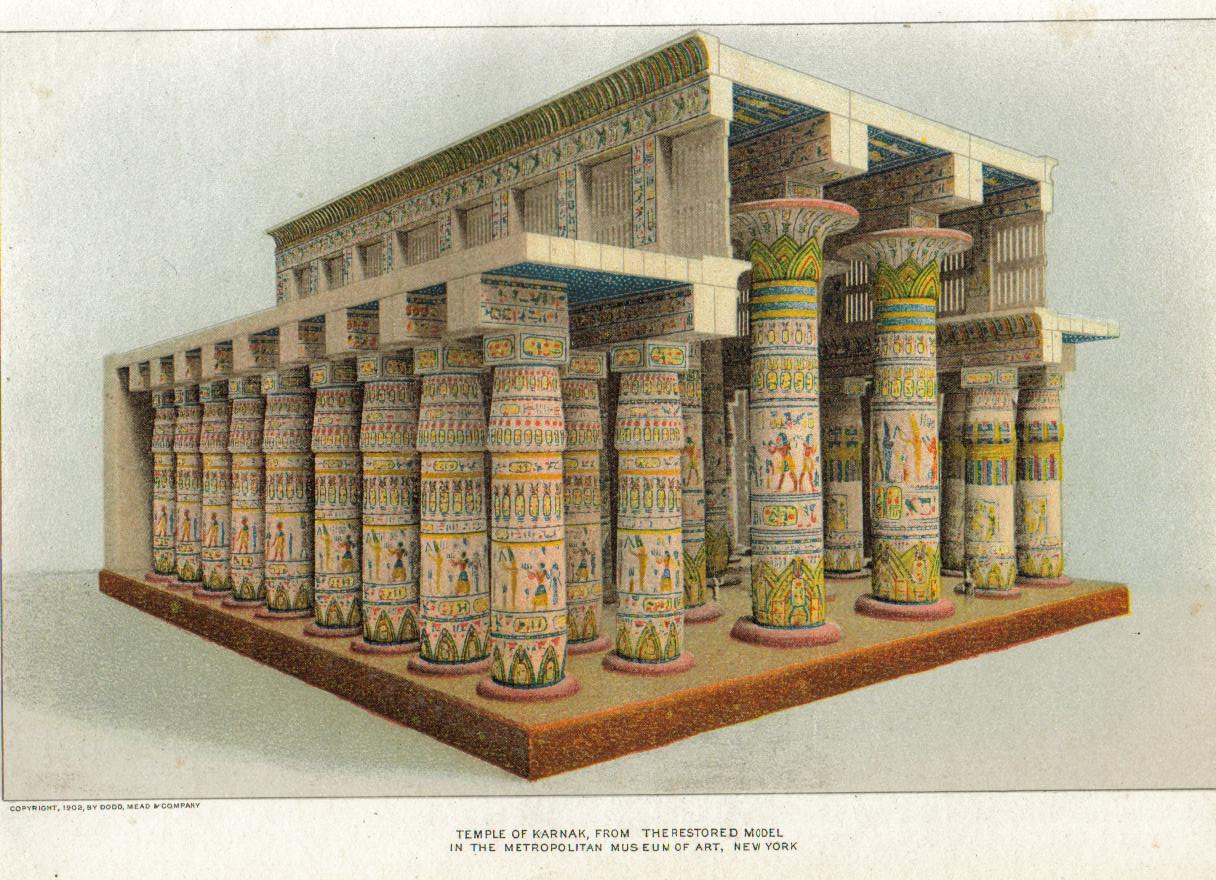
Karnak, rekonstrukce sloupové síně (hypostylu)
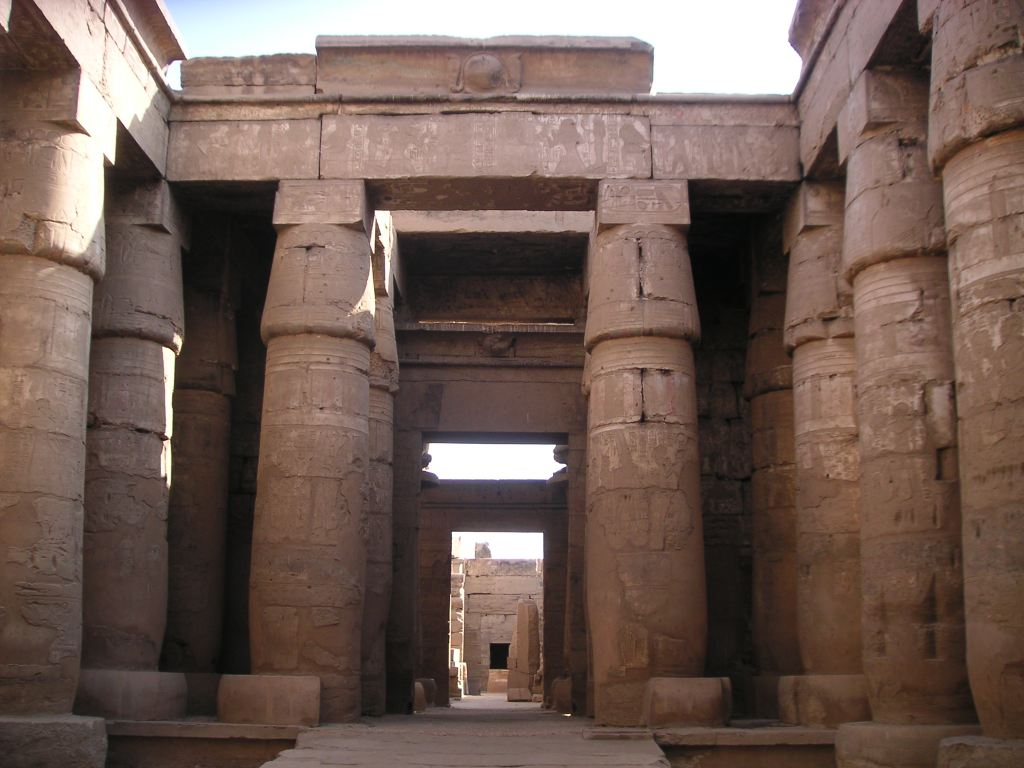
Sloupová síň Chonsuova chrámu